# Une fille d'Ève (téléfilm, 1989)
Pour les articles homonymes, voir Une fille d'Ève (homonymie).
Pour plus de détails, voir Fiche technique et Distribution.
Une fille d'Ève est un téléfilm français d'Alexandre Astruc, diffusé en 1989, adapté du roman Une fille d'Ève d'Honoré de Balzac.

## Synopsis
(....)

## Fiche technique
Sauf indication contraire, les informations mentionnées dans cette section peuvent être confirmées par la base de données cinématographiques IMDb,  présente dans la section « Liens externes ».
- Réalisateur : Alexandre Astruc
- Adaptation : Alexandre Astruc
- Œuvre originale : Honoré de Balzac
- Date de sortie : 28 juillet 1989
- Pays de production :  France
- Durée : 1 h 30

## Distribution
- Sophie Bouilloux : Marie-Angélique de Vandenesse
- Mathieu Carrière : Raoul Nathan
- Corinne Le Poulain : Florine
- Denis Manuel : Félix de Vandenesse
- Geneviève Casile : la marquise d'Espard
- Jean Boissery : Émile Blondet
- Elia Clavel : Delphine de Nucingen
- Consuelo De Haviland : Lady Dudley
- Didier Raymond : Eugène de Rastignac
- Anne Le Fol : la comtesse de Montcornet
- Xavier de Cauzade : Henri de Marsay
- Danielle Altenburger : Natalie de Manerville
- Michel Godon : Jean-Jacques Bixiou